# São José de Ubá
São José de Ubá är en kommun i Brasilien.   Den ligger i delstaten Rio de Janeiro, i den sydöstra delen av landet, 900 km sydost om huvudstaden Brasília. Antalet invånare är 7 003.
Omgivningarna runt São José de Ubá är huvudsakligen savann. Runt São José de Ubá är det glesbefolkat, med 19 invånare per kvadratkilometer.